# Directiva Hábitats

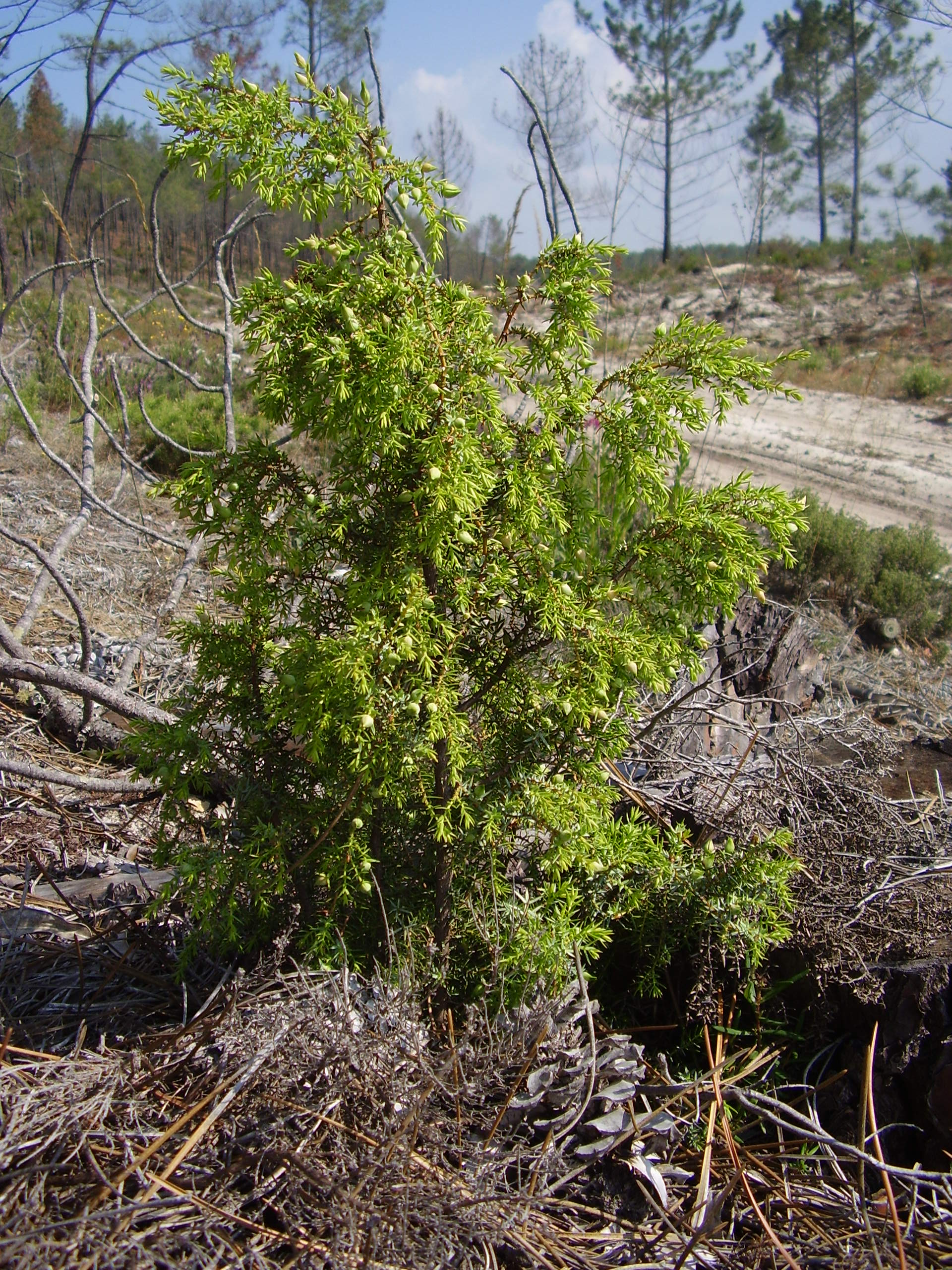
Juniperus navicularis.

La Directiva Hábitats es una directiva de la Unión Europea adoptada en 1992, que tiene por objeto la conservación, la protección y la mejora de la calidad del medio ambiente, incluida la conservación de los hábitats naturales, así como de la fauna y flora silvestres, en el territorio europeo de los Estados miembros al que se aplica el Tratado. Su nombre completo es Directiva relativa a la conservación de los hábitats naturales y de la fauna y flora silvestres.

## Contexto
Es una de las dos directivas de la UE en relación con la vida silvestre y la conservación de los recursos. La otra es Directiva de Aves.
Se desarrolló para empezar a proteger a 220 hábitats y aproximadamente 1000 especies listadas en las directivas Anexas (Anexo I cubre hábitats, Anexos II, IV & V especies). Son para especies y hábitats que se consideran de interés europeo, siguiendo los criterios de las directivas.
La directiva ordena crear una red de Zonas Especiales de Conservación (ZECs), que con la existentes Zonas de Especial Protección para las Aves (ZEPAs) formen una red de sitios protegidos a través de Natura 2000.

## Regiones biogeográficas
Establece una lista de los lugares de importancia comunitaria para cada una de las siete regiones biogeográficas siguientes: alpina, 
atlántica,
boreal, 
continental, 
macaronésica,
mediterránea y 
panónica.
Posteriormente, tras la incorporación a la Unión Europea de Rumanía y Bulgaria, se añaden lugares de las regiones estépicas y del Mar Negro, para proteger áreas específicas de estos dos países.

## Manual de Interpretación
Tiene la categoría de documento científico de referencia. Está basado en la anterior versión EUR 15, que fue adoptada por el Comité de Hábitats en octubre de 1999, pero incorpora los nuevos tipos de hábitat añadidos en marzo de 2002 como consecuencia de la incorporación a la UE de 10 nuevos países.

## Proceso de implementación en España: actores implicados
La implementación de la Directiva de Hábitats en España ha supuesto la participación de diversos actores  y su actuación coordinada. Las actuaciones de la Administración General del Estado y de las comunidades autónomas (CCAA) tienen en cuenta el sistema constitucional de competencias. De tal forma la trasposición al ordenamiento jurídico español de la Directiva de Hábitats requirió en primer término el establecimiento por el Estado del marco normativo de referencia mediante la aprobación de las bases legislativas transposición hoy representada por la Ley 42/2007, de 13 de diciembre, del Patrimonio Natural y de la Biodiversidad. Las CCAA actúan sus competencias legislativas con respeto a dichas bases,  y ejercen las competencias de gestión, salvo las que afecten a los espacios marinos que ostenta el Estado, fuera de aquellos casos en los que pueda darse una co-gestión con as CCAAA  cuando exista continuidad  ecológica del ecosistema marino con otro espacio natural terrestre objeto de protección.
Tal como refleja con claridad el documento “Administraciones Locales y Red Natura 2000. SEO/BirdLife.Madrid” el proceso simplificadamente fue el siguiente: 
Primero.- Los Estados miembros debían elaborar para cada región geográfica presente en su territorio una propuesta de lista de LIC con base en los criterios establecidos y la 
información científica existente y enviarla a la Comisión Europea para su análisis y aprobación definitiva.
Segundo.- la Comisión Europea aprueba las Listas de LIC de cada región biogeográfica  y publica las decisiones aprobatorias en el DOUE (Diario Oficial de la Unión Europea).
Tercero.- Tras ello los estados miembros disponen de un plazo de seis años para elaborar sus medidas de conservación y declararlos como ZEC (Zonas Especiales de Protección): estas medidas se contienen en adecuados planes e instrumentos de gestión (Ley 42/2007, de 13 de diciembre, del Patrimonio Natural y de la Biodiversidad), que son aprobados por las CCAA competentes.
La primera de estas fases supuso un gran esfuerzo de coordinación entre la Administración del Estado y las CCAA. Así lo explica el Informe 1994-2000 sobre la aplicación de la Directiva 92/43/CEE “Habitats” de la Dirección General de Conservación de la Naturaleza del entonces Ministerio de Medio Ambiente. El conocimiento de la riqueza natural era insuficiente en 1992 para hacer frente a las previsiones de la Directiva, siendo necesario el establecimiento de un Inventario Nacional de carácter exhaustivo sobre los tipos de hábitats del Anexo I de la Directiva. Esta inventarización supuso un enorme esfuerzo de trabajo en el que estuvieron implicados 30 centros, 27 universidades, 3 centros de investigación y casi 300 investigadores según datos de dicho informe.
Se creó en 1995 un grupo de trabajo integrado por representantes de todas las CCAA y del entonces Ministerio de Agricultura. La elaboración de las listas se estructuró en tres grandes bloques:
1º Bloque: desarrollo por la AGE de los inventarios nacionales de hábitats y taxones de los Anexos I y II de la Directiva, y si ordenación e integración en un Sistema de Información Geográfica (SIG) digitalizado, junto a un análisis de la insuficiencia de los espacios protegidos existentes.
2ª Bloque: las CCAA elaboraron las Listas de lugares de su territorio. Se utilizó todo el material documental de inventarios suministrado por la AGE y el que ellas mismas poseían.
3º Bloques: se realizó conjuntamente por la AGE y las CCAA: la lista nacional de lugares de cada región biogeográfica se formó a partir de la integración de las listas de las CCAA. Antes de su envío a la Comisión Europea hubo de realizarse una evaluación de final de estas Listas nacionales, que garantizara su coherencia interna y el cumplimiento de los Requisitos establecidos en  la Directiva 
En cuanto a la citada gestión, las CCAA declaran  dichos espacios y  aprueban dichos planes técnicos de gestión y  usos, sometidos a un proceso de información pública, aprobación formal y publicación  (Ley 42/2007, de 13 de diciembre) .
La coordinación se refleja asimismo en esta fase. Como pone de relieve  el citado documento “Administraciones Locales y Red Natura 2000. SEO/BirdLife” existen unas Directrices de Conservación de la Red Natura aprobadas por la Conferencia Sectorial de Medio Ambiente de 13 de julio de 2011 (BOE 244 de 10 de octubre) que sirven como marco orientativo para la redacción planes de gestión: contienen delimitación geográfica, diagnóstico elementos de la biodiversidad incluyendo su estado de conservación, presiones y amenazas, objetivos de conservación y restauración, actividades de gestión para conseguirlos, seguimiento y evaluación, valoración económica y prioridades de la gestión.
La evaluación de la gestión adecuada por su parte es competencia de los Estados miembros: las mismas administraciones competentes para su gestión son responsables de realizar el seguimiento y evaluación del estado de conservación de los hábitats y especies que motivaron su declaración.
Se comunica periódicamente información al Ministerio (cambios, evaluación, nuevas propuestas…) para que refleje los cambios en el INVENTARIO ESPAÑOL DE PATRIMONIO NATURAL Y LA BIODIVERSIDAD y para que pueda remitir a la Comisión Europea los Informes Nacionales exigidos por la Directiva de Hábitats. 
Igualmente debe producirse la evaluación de todas las repercusiones que cualquier proyecto pueda tener sobre la Red Natura 2000. Como refleja el “Administraciones Locales y Red Natura 2000. SEO/BirdLife” esa evaluación, por cuestiones de economía procesal,  se integró en el marco de los procedimientos ya existentes EIA y EPP (Ley 21/2013, de 9 de diciembre, de Evaluación Ambiental): si la evaluación es negativa no se podrá dar conformidad a dichos planes o proyectos.  
Esto implica la afección a otros actores, como los Ayuntamientos, que si bien carecen de competencias directas en la elaboración de  dichas listas y declaración de los espacios de la Red Natura 2000, no obstante tienen la obligación de velar por la conservación  de estos espacios en el ejercicio de sus competencias, así por ejemplo a la hora de aprobar sus instrumentos urbanísticos, otorgar licencias urbanísticas y de actividades calificadas, etc.
También es muy importante su papel en la transmisión de la información de la Red Natura 2000,  dando a conocer a los ciudadanos las previsiones de obligado cumplimiento establecidas en los planes de gestión, así como el sometimiento a evaluación de repercusión de los planes o proyectos que deseen promover. Al tiempo son vectores de información ambiental,  de acuerdo con la Ley 27/2006, de 18 de julio, por la que se regulan los derechos de acceso a la información, participación pública y acceso a la justicia en materia de medio ambiente, y facilitadores del conocimiento de los valores que la directiva de Hábitats salvaguarda, fomentando así la corresponsabilidad de todos, teniendo en cuenta su carácter de administración más cercana a la ciudadanía.
El ciclo de implementación finalmente tendrá presente las aportaciones que desde la sociedad civil y sus organizaciones puedan efectuarse, teniendo en cuenta la obligación de someter a información pública todo proyecto de declaración y aprobación de plan de gestión de estos espacios. Muchas organizaciones asimismo resultan también cruciales en sus procesos de transmisión de información y valores y fomento de la corresponsabilidad social.